# Elisabeth Andersen
Ne pas confondre avec Clara Elisabeth Andersen.
Pour les articles homonymes, voir Andersen et de Bruijn.
Elisabeth Andersen (nom de scène d'Anna Elisabeth de Bruijn), née le 1er janvier 1920 à La Haye et morte le 3 octobre 2018 à Haarlem, est une actrice néerlandaise.

## Biographie
De 1941 à 1943, Andersen suivit l'école de théâtre d'Amsterdam mais ne termina pas ses études. Elle a ensuite fait ses débuts avec la Compagnie de théâtre municipal d’Amsterdam. De 1947 à 1974, elle a joué avec The Hague Comedy.
Elle était mariée à Jan Retèl de 1948 à 1954. Andersen est la mère de l'acteur René Retèl (1949) et Georgine Retèl (1952).

## Filmographie
Andersen a remporté le Theo d'Or en 1958, 1966 et 1984. Elle est la seule actrice à avoir remporté le prix trois fois. En outre, depuis la mort de Mary Dresselhuys en 2004, elle était la plus ancienne gagnante vivante du prix d'étape jusqu'en 2018.
En 1965 et 1972, Andersen remporta la Colombina.
En 2004, Andersen a reçu le prix des applaudissements permanents.
Elle était officier dans l'ordre d'Orange Nassau.

### Télévision
- Oog in oog
- Vorstenschool
- Amsterdam 700
- Stemmen
- Per ongeluk
- De heks van Haarlem
- Nachttrein naar Hannover
- Antigone

### Long métrage
- Golven

## Récompenses
- Theo d'Or (1958, 1966 et 1984)
- Prix Blijvend Applaus (nl) (2004)